# Báscones de Valdivia
Báscones de Valdivia es una localidad y también una pedanía del municipio de Pomar de Valdivia en la provincia de Palencia, en la comunidad autónoma de Castilla y León, España. Su patrón es San Sebastián, cuya fiesta se celebra el 20 de enero.

## Historia
A la caída del Antiguo Régimen la localidad, entonces denominada Bascones de Valdavia, se constituye en municipio constitucional que en el censo de 1842 contaba con 5 hogares y 26 vecinos, para posteriormente integrarse en Villarán de Valdavia.

## Demografía
Evolución de la población en el siglo XXI
| Gráfica de evolución demográfica de Báscones de Valdivia entre 2000 y 2020 |
|                                                                            |
| Población de derecho (2000-2020) según el padrón municipal del INE         |

## Patrimonio
- Iglesia de San Sebastián: templo de origen románico, destaca por ser uno de los mejores representantes de la arquitectura renacentista del siglo XV en la provincia de Palencia. El estilo del templo es ojival y en su interior se encuentra un retablo plateresco de 1538, un cristo sedente y el sepulcro de Juan Ramírez de Báscones.